# Isla Tortuguero
Isla Tortuguero es una isla que pertenece al país centroamericano de Costa Rica se ubica entre el mar Caribe y laguna homónima, posee una superficie estimada en 2.810 hectáreas (28,1 kilómetros cuadrados). Administrativamente depende del cantón de Pococí al norte de la provincia de Limón. Su superficie en gran parte pantanosa, es habitada por unas pocas familias que se dedican actividades como la agricultura.